# Tomášov
Tomášov (Hongaars:Fél) is een Slowaakse gemeente in de regio Bratislava, en maakt deel uit van het district Senec.
Tomášov telt 2142 inwoners. Ongeveer de helft van de bevolking is etnisch Hongaar.
In de geschiedenis was het dorp vooral Hongaarstalig, 90% van de bevolking was tot en met de tweede wereldoorlog Hongaarstalig. In de laatste decennia neemt het aantal Slowaken toe, vooral forensen die werken in Bratislava.
Bernolákovo · Blatné · Boldog · Čataj · Dunajská Lužná · Hamuliakovo · Hrubá Borša · Hrubý Šúr · Hurbanova Ves · Chorvátsky Grob · Igram · Ivanka pri Dunaji · Kalinkovo · Kaplna · Kostolná pri Dunaji · Kráľová pri Senci · Malinovo · Miloslavov · Most pri Bratislave · Nová Dedinka · Nový Svet · Reca · Rovinka · Senec · Tomášov · Tureň · Veľký Biel · Vlky · Zálesie